# IC 5297
IC 5297 — галактика типу C (компактна галактика) у сузір'ї Пегас.
Цей об'єкт міститься в оригінальній редакції індексного каталогу.